# Hamza Choudhury
Hamza Dewan Choudhury (ur. 1 października 1997 w Loughborough) – bangladesko-angielski piłkarz pochodzenia grenadyjskiego, występujący na pozycji pomocnika w angielskim klubie Leicester City, którego jest wychowankiem. Były młodzieżowy reprezentant Anglii.

## Życie prywatne
Jego ojciec pochodził z Grenady jednak jego matka oraz ojczym są z Bangladeszu. Urodził się w Loughborough w hrabstwie Leicestershire.

## Kariera klubowa

### Leicester City
Hamza Choudhury dołączył do zespołu Leicester City w wieku 7 lat w 2005 roku. W pierwszej drużynie angielskiego klubu zadebiutował 28 listopada 2017 roku w meczu ligi angielskiej przeciwko Tottenhamowi Hotspur wchodząc z ławki w 83. minucie za Shinji Okazakiego. Pierwszego gola dla Lisów w lidze strzelił 1 stycznia 2020 roku w meczu z Newcastle United. Mecz ten zakończył się wynikiem 3:0 dla Leicester City.

#### Wypożyczenia do Butron Albion
27 lutego 2016 roku Hamza został wypożyczony do końca sezonu do angielskiej drużyny Burton Albion wówczas grającej w League One. Zadebiutował tego samego dnia w meczu z Walsall wchodząc w 77. minucie meczu za Toma Naylora. 6 sierpnia 2016 roku Hamza został ponownie wypożyczony do Burton Albion na sezon.

#### Wypożyczenie do Watford FC
10 sierpnia 2022 Hamza został wypożyczony do angielskiego zespołu Watford FC na sezon. W drużynie The Hornets zadebiutował 12 sierpnia 2022 roku w meczu z FC Burnley zmieniając Christiana Kabasele w 82. minucie meczu.

## Kariera reprezentacyjna
Hamza Choudhury zadebiutował w reprezentacji Anglii U-21 26 maja 2018 roku w meczu towarzyskim z reprezentacją Chin U-20 wchodząc z ławki w 79. minucie meczu za Jaya Dasilva. 

## Sukcesy

### Leicester City
- FA Cup: 2020/21[11].
- Tarcza Wspólnoty: 2021[12]